# Venezia (1873)
«Венеція» (італ. Venezia) - броненосець однойменного типу Королівських військово-морських сил Італії  другої половини 19-го століття. 

## Історія створення
«Венеція» був закладений як дерев'яний фрегат із залізною бронею у серпні 1863 році на верфі «Cantiere della Foce» у Генуї. В процесі будівництва у конструкцію корабля були внесені суттєві зміни: важку дубову обшивку частково замінив метал, що дозволило за рахунок зменшення маси збільшити товщину броні. Корабель був добудований як казематний броненосець. Його озброєння відрізнялось від озброєння однотипного броненосця «Рома» - 18 x 254-мм гармат, розміщених в казематі.
Корабель був спущений на воду 21 січня 1869 року, вступив у стрій 1 квітня 1873 року.

## Історія служби
Броненосець «Венеція» застарів вже на момент вступу у стрій. За свою кар'єру він не брав участі у бойових діях.
У 1881 році корабель був перетворений на навчальний. Його вітрильне оснащення було демонтоване, на кораблі були встановлені чотири 76-мм гармати. Екіпаж був скорочений до 302 чоловік.
23 серпня 1895 року корабел був виключений зі складу флоту та наступного року зданий на злам.